# 譚校長·談欣賞
《譚校長·談欣賞》（Alan And Friends），為香港電視娛樂製作的音樂微電影節目，由2017年4月7日至6月2日逢星期五22:30-23:00於ViuTV播出，主持為譚詠麟。
節目中譚校長會談及他於2017年4月20日推出的國語專輯《欣賞》及請來與他合作的每位歌手分享每首歌曲，然後利用每首歌曲製作一齣微電影，用劇情述說每一句歌詞。

## 每集一覽
| 集數 | 播映日期 | 主題                         | 演出                                         |
| 1    | 4月7日   | 譚校長ｘ劉德華《簡單是福》   | 岑樂怡、陳子豐、唐松曦、伍國明               |
| 2    | 4月14日  | 譚校長ｘGin Lee《型人道》    | 英健朗、周妍彤、陳礎樑、林綺玲、林翠蓮       |
| 3    | 4月21日  | 譚校長ｘA-Lin《遊子》        | 何啟華、岑樂怡、鄭惠坤                       |
| 4    | 4月28日  | 譚校長ｘ陳潔儀《等一個可能》 | 陳安立、楊偲泳、梁嘉進、陳倩瑜               |
| 5    | 5月5日   | 譚校長ｘ五月天《脫胎換骨》   | 余采霖、梁雍婷、劉泉                         |
| 6    | 5月12日  | 譚校長ｘ譚維維《強者背後》   | 強尼、陳安立                                 |
| 7    | 5月19日  | 譚校長ｘ丁噹《強求好嗎》     | 何啟華、陳炳銓、梁婉微、黃佩芝               |
| 8    | 5月26日  | 譚校長ｘ孫楠《地球人醒來吧》 | 嘉賓：莫皓光（野人） （該集沒有微電影環節）  |
| 9    | 6月2日   | 譚校長ｘ陳奕迅《明天何其多》 | 黃奕晨、曾波、蘇順敏、黃天朗、黎卓成、莫俊森 |

## 同類節目
- ViuTV：歌度有…

## 外部連結
- ViuTV：譚校長·談欣賞（页面存档备份，存于）